# Южноуральская ГРЭС
Южноура́льская ГРЭС — тепловая электростанция России, расположена в городе Южноуральск Челябинской области на левом берегу Южноуральского водохранилища реки Увельки.
Входит в состав Группы Интер РАО (ранее — в состав ОАО «ОГК-3»).
Адрес: 457040, город Южноуральск Челябинской области, улица Спортивная, дом 1.

## Собственники, руководство и показатели деятельности
Директор станции — С. П. Жевтяк.
Установленная мощность электростанции составляет 747 МВт.
Тепловая мощность станции — 320 Гкал/час.

## Проектирование и строительство
Место для строительства электростанции было выбрано на левом берегу реки Увельки.
Здания и сооружения ГРЭС расположены на четырёх террасах с разностью отметок верхней и нижней террасы в 25,5 метров.
Поручение строительства Южноуральской ГРЭС было оформлено в виде постановления Совета Министров СССР № 248 от 2 июня 1948 года.
Строительство было поручено Министерству электростанций.
Разработкой проектной документации занималось головное отделение института «Теплоэлектропроект» (Москва).
Главным инженером проекта был С. С. Ракита, главным архитектором проекта И.И.Мальц.
Субподрядчиками института стали:
- «Теплоэлектропроект» (Ленинградское отделение) — проектирование технического водоснабжения, гидрогазоочистки;
- Институт «Гипрониигаз» (Саратов) — проектирование газификации электростанции.

Генеральным подрядчиком строительства было назначено строительное управление «Южуралгрэсстрой» треста «Южуралэнергострой» Министерства энергетики и электрификации СССР.
Электростанции строило более пятнадцати коллективов из разных отраслей народного хозяйства.
На строительство Южноуральской ГРЭС были вызваны лучшие специалисты, которые приехали на объект из многих регионов страны.
Строительство было завершено к апрелю 1952 года.
Пусковые операции на первом котле станции были начаты 23 апреля, а включение генератора в сеть состоялось 28 апреля в 0 часов 23 минуты.

## Эксплуатация и развитие
После завершения существования плановой экономики в 1990-х и перехода станции из государственной собственности в частную руководством предприятия декларируются новые цели и задачи:
- Бесперебойное обеспечение потребителей электроэнергией и теплом;
- Снижение себестоимости продукции за счёт уменьшения издержек производства;
- Надёжность работы оборудования;
- Высокая культура обслуживания и ремонта оборудования.

В начале XXI века станция была дважды юридически преобразована:
- В результате реорганизации ОАО «Челябэнерго» в форме выделения 31 января 2005 года создано Открытое акционерное общество «Южноуральская ГРЭС».
- С 1 апреля 2006 года станция является филиалом ОАО «ОГК-3».
- С 2012 года Южноуральская ГРЭС является филиалом ОАО «Интер РАО — Электрогенерация».
- К 2028 году планируется вывод из эксплуатации неэффективных мощностей на угольной Южноуральской ГРЭС-1.

## ГРЭС-2

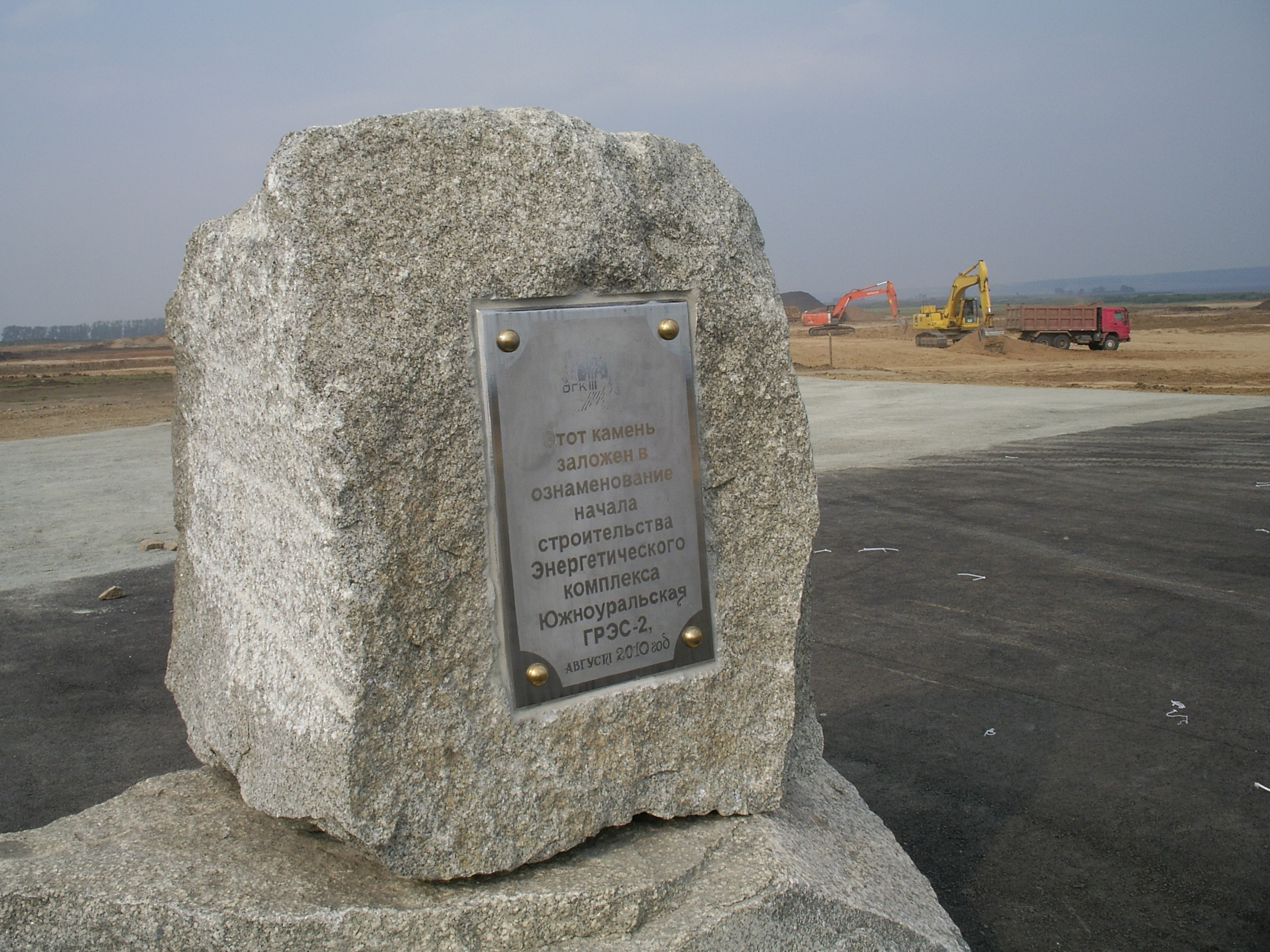
Камень в основании Южноуральской ГРЭС-2

Предполагается дальнейшее развитие ГРЭС для вывода её на мощность 1290 МВт.
Для этого на противоположном берегу Южноуральского водохранилища, в четырёх километрах от существующей площадки Южноуральской ГРЭС, советом директоров ОАО «ОГК-3» в 2008 году принято решение о строительстве двух новых энергоблоков:
в соответствии с согласованной с РАО ЕЭС инвестпрограммой ОГК-3 запланирован ввод двух новых энергоблоков минимальной мощностью 413,75 МВт каждый: первый — до 31 декабря 2011 года, другой — до 30 декабря 2012 года. 14 августа 2010 года в основание Южноуральской ГРЭС-2 был заложен символический «первый камень».
Пуск парогазовых установок (ПГУ) состоялся в 2014 году: первого 17 февраля, второго — 25 ноября. Мощность составляет 408 и 416,6 МВт, соответственно.
В состав каждого блока ПГУ входит газовая турбина SGT5-4000F мощностью 288 МВт, генератор SGEN5-2000H мощностью 420 МВт и паровая турбина SST5-3000H мощностью 130 МВт все производства компании Siemens.
В соответствии с официальным пресс-релизом, мощность станции увеличена в 2016 году до 844,5 МВт